# HMS Aldenham (L22)
HMS Aldenham (L22) là một tàu khu trục hộ tống lớp Hunt Kiểu III của Hải quân Hoàng gia Anh Quốc được hạ thủy năm 1941 và hoàn tất năm 1942. Nó đã hoạt động trong suốt Chiến tranh Thế giới thứ hai, góp công đánh chìm tàu ngầm U-587, tham gia một loạt các chiến dịch đổ bộ lên Sicily, Salerno, Anzio, Chiến dịch Dodecanese và cuộc đổ bộ lên miền Nam nước Pháp trước khi chuyển sang hoạt động tại khu vực biển Adriatic.
Sau khi dẫn đầu một lực lượng Hải quân Anh bắn phá các mục tiêu trên đảo Peg và gần thị trấn Karlobag nhằm hỗ trợ cho quân du kích Nam Tư vào ngày 14 tháng 12 năm 1944, Aldenham bị đắm do trúng mìn ngoài khơi đảo Peg. Mặc dù các tàu chiến khác đã nỗ lực cứu vớt những người sống sót, hoàn cảnh thời tiết lạnh và hư hại nặng cấu trúc tàu khiến chỉ cứu được 63 người sống sót. Xác tàu đắm bị vỡ làm đôi được tìm thấy năm 1999-2000, và được xem là nghĩa trang chiến tranh, nơi 126 thành viên thủy thủ đoàn và hai lính du kích Nam Tư yên nghỉ. Nó là chiếc tàu khu trục Anh cuối cùng bị mất trong Thế Chiến II.

## Thiết kế và chế tạo
Aldenham được đặt hàng vào ngày 4 tháng 7 năm 1940 cho hãng Cammell Laird tại Birkenhead Vickers-Armstrong trong Chương trình Khẩn cấp Chiến tranh 1940 và được đặt lườn vào ngày 22 tháng 8 năm 1940. Nó được hạ thủy vào ngày 27 tháng 8 năm 1941 và hoàn tất vào ngày 5 tháng 2 năm 1942. Con tàu được cộng đồng dân cư Witney thuộc hạt Oxfordshire đỡ đầu trong khuôn khổ cuộc vận động gây quỹ Tuần lễ Tàu chiến năm 1942. Nó là chiếc tàu chiến duy nhất của Hải quân Anh được đặt cái tên này.
Aldenham có chiều dài ngang mực nước là 264 foot 3 inch (80,54 m) và chiều dài chung 280 foot (85,34 m), mạn thuyền rộng 31 foot 6 inch (9,60 m) và mớn nước 7 foot 9 inch (2,36 m). Trọng lượng choán nước tiêu chuẩn của con tàu là 1.050 tấn Anh (1.070 t), và lên đến 1.490 tấn Anh (1.510 t) khi chở đầy tải. Hai nồi hơi 3-nồi Admiralty cung cấp hơi nước áp lực tối đa 300 pound trên inch vuông (2.100 kPa) ở 620 °F (327 °C) cho hai turbine hơi nước Parsons với hộp số giảm tốc một tầng, dẫn động hai trục chân vịt tạo ra công suất 19.000 mã lực càng (14.000 kW) ở 380 vòng quay mỗi phút. Hệ thống động lực này cho tốc độ tối đa 28,3 hải lý trên giờ (52,4 km/h; 32,6 mph) khi chạy thử máy, và đạt được tối đa 27 hải lý trên giờ (50 km/h; 31 mph) khi hoạt động.
Dàn vũ khí chính của Aldenham bao gồm bốn khẩu pháo QF 4 in (100 mm) Mark XVI đa dụng (chống hạm và phòng không) trên hai bệ nòng đôi Mk. XIX, cùng một khẩu đội QF 2 pounder Mk. VIII phòng không trên bệ MK.VII bốn nòng và ba khẩu pháo Oerlikon 20 mm trên bệ P Mk. III cho hỏa lực phòng không tầm gần. Giống như nhiều chiếc lớp Hunt khác, sau này nó được bổ sung thêm một khẩu 2-pounder phía mũi tàu để cận chiến với các tàu phóng lôi cao tốc như kiểu E-boat của Đức. Hai ống phóng ngư lôi dành cho ngư lôi 21 in (533 mm) được đặt trên bệ nòng đôi, và con tàu còn mang theo bốn máy phóng và hai đường ray thả mìn sâu, với 70 quả mìn được mang theo để chống tàu ngầm.

## Lịch sử hoạt động

### 1942
Thủy thủ đoàn của Aldenham hoàn tất một khóa huấn luyện ngắn tại Scapa Flow trước khi được bố trí lần đầu tiên vào ngày 21 tháng 3 năm 1942 trong thành phần hộ tống cho Đoàn tàu WS17 cho hành trình hướng sang mũi Hảo Vọng. Vào ngày 27 tháng 3, nó phối hợp cùng các tàu khu trục Leamington (G19), Grove (L77) và Volunteer (D71) trong việc đánh chìm bằng mìn sâu tàu ngầm U-boat Đức U-587 tại Đại Tây Dương về phía Tây Ushant, Pháp, ở tọa độ 47°21′B 21°39′T / 47,35°B 21,65°T, với tổn thất nhân mạng toàn bộ con tàu.
Đi vòng sang khu vực Đông Địa Trung Hải qua ngã Ấn Độ Dương, Aden, Hồng Hải và kênh đào Suez, Aldenham cùng với Grove gia nhập Chi hạm đội Khu trục 5 đặt căn cứ tại Alexandria, Ai Cập, trực thuộc Hạm đội Địa Trung Hải, và đảm nhiệm việc tuần tra và hộ tống các đoàn tàu vận tải đi lại giữa Alexandria, Malta và Tobruk. Vào ngày 29 tháng 8, nó tham gia chiến dịch bắn phá ven biển, trong đó có khu vực El Dabaa, Ai Cập. Tham gia hoạt động bắn phá bao gồm tàu khu trục hộ tống chị em Eridge (L68), và có thể bao gồm cả các tàu chị em Croome (L62) và Hursley (L84). Sau khi Eridge bị hư hại do hỏa lực của một tàu phóng lôi Ý trong trận bắn phá, Aldenham đã kéo Eridge rút lui về Alexandria.

### 1943
Sau đó Aldenham tham gia Chiến dịch Retribution, một hoạt động tuần tra phong tỏa khu vực Cape Bon, Tunisia trong tháng 5 năm 1943 nhằm ngăn chặn việc triệt thoái Quân đoàn Châu Phi Đức từ Bắc Phi trở về Ý. Sau đó nó lần lượt tham gia Chiến dịch Husky vào tháng 7, rồi Chiến dịch Avalanche vào tháng 9, khi lực lượng Đồng Minh lần lượt đổ bộ lên Sicily và Salerno, Ý. Nó đã trợ giúp cho tàu khu trục Eskimo khi chiếc này bị máy bay đối phương không kích và đánh trúng vào ngày 15 tháng 7.
Aldenham tiếp tục tham gia Chiến dịch Dodecanese vào tháng 10, với dự định chiếm đóng các đảo do Ý chiếm đóng trong khu vực biển Aegean có nguy cơ bị lọt vào tay quân Đức. Con tàu bị hư hại nhẹ bởi không kích của đối phương, và được sửa chữa tại Alexandria.

### 1944
Aldenham quay trở lại Ý, nơi nó tham gia Chiến dịch Shingle ngoài khơi Anzio vào tháng 1 năm 1944, rồi hoạt động hộ tống vận tải cho các đoàn tàu đi lại giữa Oran, Algérie và Naples. Nó đặt căn cứ tại Taranto vào tháng 5 trước khi chuyển đến Bari vào tháng 6, rồi hỗ trợ cho Chiến dịch Dragoon, cuộc đổ bộ của lực lượng Đồng Minh lên miền Nam nước Pháp, bảo vệ cho tàu bè đổ bộ trong quá trình tấn công. Sang tháng 10, nó chuyển sang khu vực biển Adriatic gia nhập lực lượng Hải quân Hoàng gia tại đây; lực lượng bao gồm Aldenham, Atherstone, Avon Vale, Lamerton, Lauderdale, Wheatland, Wilton, Brocklesby và Quantock.
Vào cuối tháng 11, hải đội do Aldenham dẫn đầu dưới quyền chỉ huy của Trung tá Hải quân James Gerard Farrant, đã chặn bắt và chiếm giữ chiếc tàu bệnh viện Đức Bonn (nguyên là chiếc tàu hơi nước Nam Tư Šumadija). Đến ngày 9 tháng 12, nó cùng Atherstone tiến hành bắn phá đảo Rab nhằm hỗ trợ cho việc tiến quân của lực lượng du kích Nam Tư dọc theo bờ biển phía Đông của biển Adriatic, chiếm giữ bờ biển và các đảo khi quân Đức rút lui.
Hoạt động sau cùng của Aldenham diễn ra vào ngày 14 tháng 12, khi nó cùng Atherstone khởi hành từ một căn cứ Hải quân Hoàng gia tại đảo Ist và thả neo ngoài khơi bờ biển phía Tây đảo Pag, về phía Bắc Zadar, để bắn phá một vị trí pháo binh đối phương gần Karlobag và các mục tiêu quân sự khác trên đảo Pag. Do tầm nhìn kém, trinh sát pháo binh tại Pag dẫn đường cho các tàu khu trục bắn phá các mục tiêu tại đảo Pag trước tiên. Từ 09 giờ 00 đến 11 giờ 20 phút, mỗi tàu khu trục đã bắn 500 quả đạn pháo bốn inch (100 mm) xuống các công sự và trại binh trên đảo. Ngay chính thị trấn Pag trở thành mục tiêu cho các tàu khu trục trong một giờ lúc 14 giờ 00, trong khi một mình Aldenham đối đầu với khẩu đội pháo đối phương tại Karlobag lúc khoảng 13 giờ 00 và một lần nữa trước 15 giờ 00 khi tầm nhìn được cải thiện, đã bắn 200 quả đạn pháo xuống mục tiêu này. Đến 15 giờ 00, các tàu khu trục bắt đầu rút lui về Ist, với Aldenham dẫn trước và Atherstone theo sau ở vận tốc 20 kn (37 km/h).
Khi Aldenham đổi hướng ở một vị trí về phía Bắc đảo nhỏ Škrda để di chuyển giữa các đảo Planik và Olib, nó trúng một quả mìn vốn kích nổ ngay bên dưới phòng động cơ. Con tàu bị vỡ làm đôi và phần mũi tàu đắm nhanh chóng, phần đuôi tiếp nối chỉ ít lâu sau đó, lúc 15 giờ 29 phút ở tọa độ 44°30′B 14°50′Đ / 44,5°B 14,833°Đ. Thời tiết lạnh đã ngăn trở các nỗ lực cứu hộ của Atherstone và hai tàu phóng lôi ML 238 và HDML 1162 đi kèm; chỉ có 58 thủy thủ và năm sĩ quan, trong đó có Farrant, được kéo lên khỏi mặt nước. 126 thành viên thủy thủ đoàn đã tử trận, cùng với một chiến sĩ du kích Nam Tư được chuyển từ Pag đi điều trị, và sĩ quan liên lạc du kích Nam Tư, Đại tá Ivan Preradović. Aldenham là chiếc tàu khu trục Hải quân Hoàng gia cuối cùng bị mất trong Thế Chiến II.

## Tái khám phá
Vào năm 1999, các thợ lặn Ý tìm thấy một phần mũi tàu dài 30 mét (98 ft) ở cách 1 nmi (1,9 km) ngoài khơi đảo Škrda. Nó nằm nghiêng qua mạn trái ở độ sâu 86 m (282 ft). Phần đuôi tàu được khám phá năm 2000 qua chứng cứ của một ngư dân trên đảo Pag. Nó nằm gần Škrda hơn, cách phần mũi khoảng 700 m (2.300 ft) và ở độ sâu 82 m (269 ft), bánh lái tàu nằm ở độ sâu 67 m (220 ft). Xác tàu đắm giờ đây được công nhận là một nghĩa trang chiến tranh của Anh.